# Hyun Ki-young

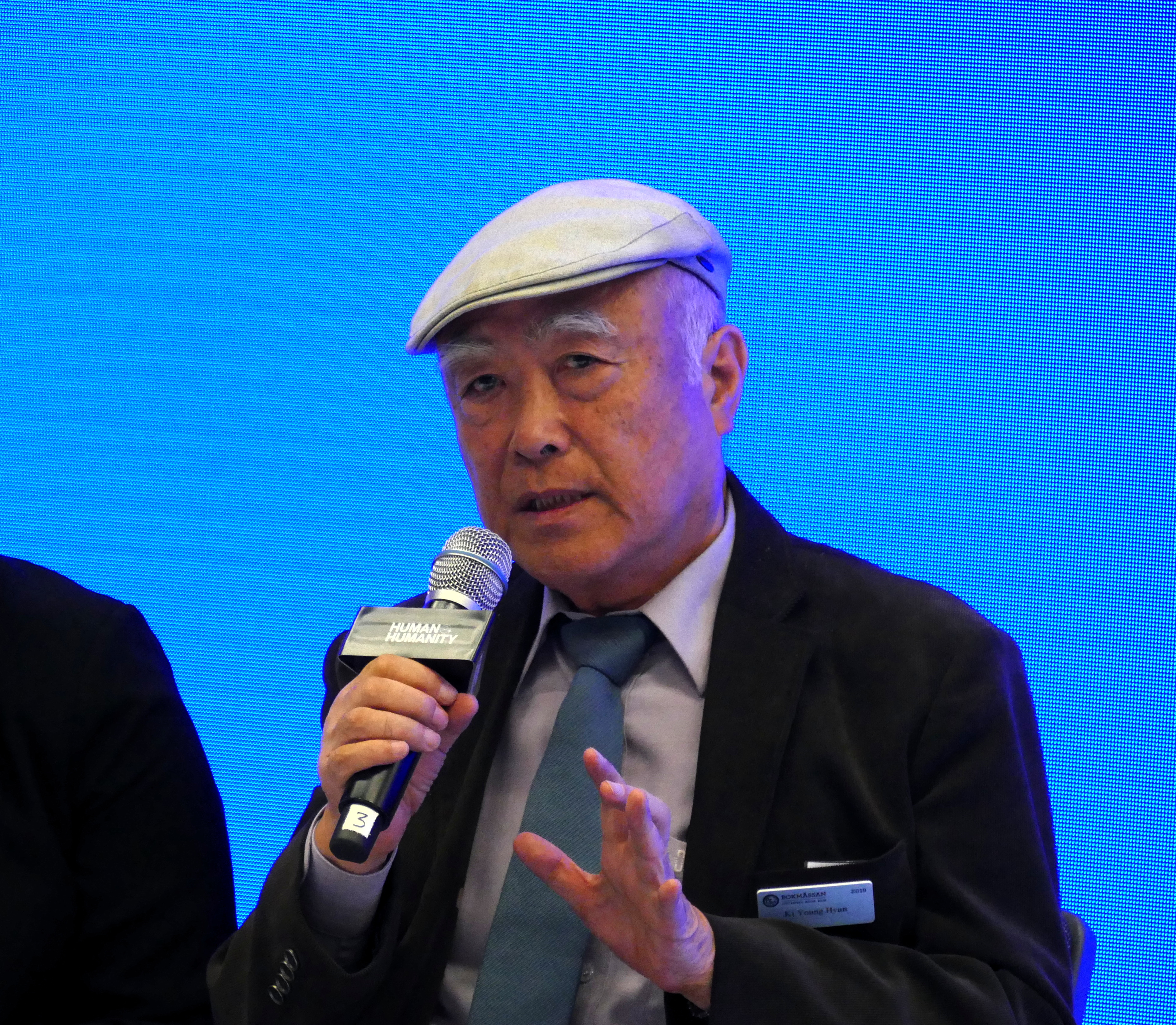
Hyun Ki-young, 2019

Hyun Ki-young (* 16. Januar 1941 auf der Insel Cheju) ist ein südkoreanischer Schriftsteller.

## Leben
Hyun Ki-young wurde 1941 auf der Insel Cheju geboren und erlebte im Alter von sieben Jahren das Cheju-Massaker. Dieses traumatische Erlebnis beeinflusste seine Entwicklung in der Jugend und ließ ihn gleichermaßen früh seine schriftstellerische Bestimmung erkennen.
Er studierte Didaktik für den Englischunterricht an der Seoul National University, arbeitete nach seinem Abschluss 1967 an einer Mittelschule und schrieb Prosa. 1975 debütierte er mit der Erzählung Vater, die von der Zeitung Dong-a Ilbo ausgezeichnet wurde. 1979 erschien seine Kurzgeschichte Sunis Tante. Hyun Ki-young war der erste koreanische Autor, der das Cheju-Massaker in seinen Werken thematisierte, was zu jener Zeit aufgrund der von der südkoreanischen Regierung verhängten Schweigepflicht verboten war. Der Autor wurde festgenommen und drei Tage lang gefoltert.
1986 erhielt Hyun den Sin-Tongyŏp-Förderpreis für Schriftsteller. 1990 wurde er mit dem Manhae-Literaturpreis geehrt und 1999 mit dem Hankook-Ilbo-Literaturpreis.
Hauptsächlich beschäftigt sich Hyun Ki-young in seinen Werken mit dem Cheju-Aufstand von 1948. Neben seiner schriftstellerischen Tätigkeit war er Leiter des "Instituts zur Erforschung des Cheju-Aufstands" und Vorsitzender des Sozial- und Kulturrates von Cheju. Des Weiteren war er Vorsitzender des Schriftstellerverbandes für Nationalliteratur und Leiter der Stiftung für Koreanische Kultur und Kunst.

## Arbeiten

### Koreanisch

#### Erzählungen
- 아버지 Vater, Dong-a Ilbo 1975
- 순이삼촌 Sunis Tante, Seoul: Ch'angbi 1979
- 아스팔트 Asphalt, Seoul: Ch'angbi 1986

#### Romane
- 변방에 우짖는 새 Der Vogel, der im Grenzland singt, Seoul: Ch'angbi 1983
- 바람 타는 섬 Insel im Wind, Seoul: Ch'angbi 1986
- 지상에 숟가락 하나 Ein Löffel auf der Erde, Seoul: Silch'ŏn munhak 1999

### Übersetzungen

#### Deutsch
- Der letzte Kuhhirt in: Am Ende der Zeit, Bielefeld: Pendragon 1999 ISBN 978-3-929096-84-2.

#### Englisch
- Aunt Suni, (1979) Gakbook 2008 ISBN 978-89-6208-002-5.
- Dead Silence. Stories on the Jeju Massacre, EastBridge Signature Books 2007 ISBN 1-891936-80-8.
- One Spoon on This Earth, Dalkey Archive Press 2013 ISBN 978-1-56478-915-0.
- Sun-i Samch’on, Asia Publishers (koreanisch-englische Ausgabe) ISBN 978-89-94006-22-2.

## Auszeichnungen
- 1990: Manhae-Literaturpreis
- 1994: O-Yŏng-su-Literaturpreis
- 1999: 32. Hankook-Ilbo-Literaturpreis